# Bellus Attila
Bellus Attila (Budapest, 1962. december 20. –) magyar színész.

## Életpályája
A Nemzeti Színház Stúdiójában kezdett színészettel foglalkozni. Színészként Békés András osztályában diplomázott 1989-ben a Színház- és Filmművészeti Főiskolán. Főiskolásként gyakorlati idejét a Radnóti Miklós Színpadon töltötte. 
1989-től két évadot a szolnoki Szigligeti Színházban, egy évadot a Pécsi Nemzeti Színházban töltött. 1993-tól Hollandiában élt. Itt szabadfoglalkozású színészként, holland nyelven játszott, rendezett és színészmesterséget tanított és közben elvégezte Helmert Woudenberg színészpedagógus kurzusát is. 2008-tól felváltva dolgozott Magyarországon és Hollandiában. A Pécsi Nemzeti Színházban és Tatabányán a Jászai Mari Színházban játszott vendégként. 
A budapesti KIÚT szobaszínházban és a pécsi Portéka zenés irodalmi formáció tagjaként végképp hazatalált. A 2010/2011-es évadtól a zalaegerszegi Hevesi Sándor Színház művésze.
A színészet mellett festészettel is foglalkozik. Képeiből, első önálló tárlatán 2024 novemberében a zalaegerszegi Hevesi Sándor Színház emeleti nézőtéri előterében nyílt kiállítás.

## Fontosabb színházi szerepei
- Mesélő kert...Hegyi bohóc
- William Shakespeare: Rómeó és Júlia... Montague
- William Shakespeare: Julius Caesar... Cinna
- William Shakespeare: Antonius és Cleopatra... Eros
- William Shakespeare: Szentivánéji álom... Thisbe - Dudás
- William Shakespeare: Vízkereszt, vagy bánom is én... Antonio, tengerésztiszt, Sebastian oltalmazója
- William Shakespeare: A windsori víg nők... Page, windsori polgár
- Molière: Tartuffe... Lojális úr
- Gosztonyi János: Andrássy út 60.... Fónyi Tamás
- Arthur Schnitzler: Körtánc... a fiatalúr
- Nyikolaj Vasziljevics Gogol:  Egy őrült naplója... Popriscsin
- Tennessee Williams: Üvegfigurák... Tom Wingfield
- Carlo Goldoni: A hazug... Florindo
- Anton Pavlovics Csehov: Cseresznyéskert... Egy vándorlegény
- Romain Rolland: Nyár... Simon
- Mirelle Geus: Az éjszaka története... Fiú
- Henrik Ibsen – Helmert Woudenberg: Hedda Gabler... Tesmann
- Hans Christian Andersen:  A vadhattyúk... Idegen király
- Homérosz – Helmert Woudenberg: Odüsszeusz... Elbeszélő
- Arthur Rimbaud: Egy évad a pokolban... Rimbaud
- Önkéntes vakok, színmű Jónás Tamás verseire... Áron
- Sánta Ferenc – Hamvai Kornél: Az ötödik pecsét... Király, könyvügynök
- Karinthy Frigyes – Szakonyi Károly: Tanár úr kérem... Steinmann
- Lázár Ervin: A kisfiú meg az oroszlánok... Oszkár, cirkuszigazgató
- Egressy Zoltán: Portugál... Pap
- Vajda Katalin: Legyetek jók, ha tudtok... Úr; Sixtus Pápa; Fulgenzio; Beteg
- Presser Gábor – Varró Dániel – Teslár Ákos: Túl a Maszat-hegyen... Bús Piros Vödör; Paca cár
- Móricz Zsigmond – Miklós Tibor – Kocsák Tibor: Légy jó mindhalálig... Gyéres tanár úr, osztályfőnök
- Dés László – Geszti Péter – Békés Pál: A dzsungel könyve... Balu
- Molnár Ferenc: Liliom... A hollunder fiú
- Mikszáth Kálmán: Szent Péter esernyője... Majzik, glogovai tanító
- Székely János: Caligula helytartója... I. Agrippa
- Arthur Miller: Az ügynök halála... Charley
- Tolcsvay László – Müller Péter Sziámi – Müller Péter: Isten pénze... Ebenezer Scrooge
- Moravetz Levente – Balásy Szabolcs: Zrínyi 1566... Perván, janicsár aga
- L. Frank Baum – Tompagábor Kornél – Monostori János: Óz... Gyáva oroszlán
- Tracy Letts: Augusztus Oklahomában... Steve Heidebrecht, Karen vőlegénye
- Örkény István: Tóték... Cipriáni professzor
- Békés Pál – Várkonyi Mátyás: A félőlény... Irodaszörny
- Dés László – Nemes István – Koltai Róbert – Nógrádi Gábor: Sose halunk meg... Boldi
- Szakcsi Lakatos Béla – Csemer Géza: Cigánykerék... Szekeres, Judit apja
- David Seidler: A király beszéde... Rádióbemondó; Rendező
- Fodor László: Érettségi...  Varjas
- Tennessee Williams: A vágy villamosa... Mitch
- Bacsó Péter – Hamvai Kornél: A tanú... Tussinger
- Mikszáth Kálmán: A Noszty fiú esete Tóth Marival... Dr. Pázmár, a szanatórium orvosa
- Gérard Lauzier: Ballépés jobbra... Andre Arnaud
- Moravetz Levente – Bozó László: Volt egy seregünk... Második katona
- Thomas Meehan – Charles Strouse: Annie, a kis árva... Hull; Fred; Arthur 3
- Eric Toledano – Olivier Nakache – Molnár Anna – Perczel Enikő – Szabó Máté: Életrevalók... Philippe

## Filmek, tv
- Zwarte sneeuw (holland sorozat) (1996)
- Westenwind (holland sorozat) (2000)
- De kroon (holland film)  (2004)
- Goede tijden, slechte tijden (holland sorozat) (2004)
- Barátok közt (magyar sorozat) (2009)
- Sánta Ferenc: Az ötödik pecsét (színházi előadás tv-felvétele) (2016)
- Mikszáth Kálmán: Szent Péter esernyője (színházi előadás tv-felvétele) (2017)
- Székely János: Caligula helytartója (színházi előadás tv-felvétele) (2018)
- Legyetek szeretettel (magyar sorozat) (2023)

## Díjai, elismerései
- Színházbarátok  körének díja (2016/2017)
- Terminátor-díj (2016/2017) (2019/2020)